# Воронков, Фёдор Владимирович
Фёдор Владимирович Воронков (род. 10 декабря 1995 года) — российский волейболист, доигровщик сосновоборского «Динамо-ЛО». Мастер спорта России.

## Достижения

### Со сборной России
- Серебряный призёр чемпионата мира U-23 (2017)
- Победитель Лиги наций (2019).

### В клубной карьере
- Победитель Высшей лиги Б (2015/2016)
- Обладатель Кубка России (2019).
- Бронзовый призёр клубного чемпионата мира (2019).
- Серебряный призёр Чемпионата России (2019/20)
- Обладатель Суперкубка России (2020).